# Türlersee
Türlersee är en sjö i Schweiz.   Den ligger i distriktet Bezirk Affoltern och kantonen Zürich, i den centrala delen av landet, 90 km öster om huvudstaden Bern. Türlersee ligger 643 meter över havet. Arean är 0,49 kvadratkilometer. Den sträcker sig 1,0 kilometer i nord-sydlig riktning, och 1,1 kilometer i öst-västlig riktning.
I omgivningarna runt Türlersee växer i huvudsak blandskog. Runt Türlersee är det tätbefolkat, med 550 invånare per kvadratkilometer.